# 구칠천
구칠천(九七川)은 부산광역시 기장군 철마면 구칠리의 구칠계곡에서 발원하여 북류하다가 부산광역시 기장군 철마면 연구리의 수영강의 지류인 철마천으로 흘러드는 강이다.